# Pseudocoremia usitata
Pseudocoremia usitata är en fjärilsart som beskrevs av Butler 1879. Pseudocoremia usitata ingår i släktet Pseudocoremia och familjen mätare. Inga underarter finns listade i Catalogue of Life.